# Maison des douze apôtres
La maison des douze apôtres est située à Montluçon (France).

## Localisation
La maison est située sur la commune de Montluçon dans le département de l'Allier, en région Auvergne-Rhône-Alpes.

## Description
Maison d’artisans et de marchands construite le long de la façade méridionale et au droit du croisillon sud de l'église Saint-Pierre. Longtemps propriété de la famille Menot, pintiers (fabricants de récipients en étain) de profession, elle fait l’objet d’un partage, en 1719 et 1725, entre Nicolas Menot, notaire royal, et Gilbert, son frère. Elle est constituée d'un rez-de-chaussée de pierre avec une colonnette engagée à l'angle. En façade sur la rue des Cinq Piliers, porte en tiers point encadrée de moulures. Premier étage en bois, à encorbellement, avec poteaux moulurés et décorés de gâbles fleuronnés rejoignant les bases de statuettes représentant les douze Apôtres, détériorées à la Révolution. Trois grandes fenêtres, dont une percée dans le pignon, sont surmontées d'accolades supportées par des statuettes d'anges et d'animaux. Sur le pignon, la première ferme de la charpente est supportée par un arc brisé avec faux entrait et poinçon. La niche d'angle est surmontée d'un dais fleuronné et supportée par un ange aux ailes éployées.

## Historique
La maison est inscrite partiellement au titre des monuments historiques par arrêté du 14 avril 1930.

## Protection
Éléments protégés : les façades et toitures.

## Galerie

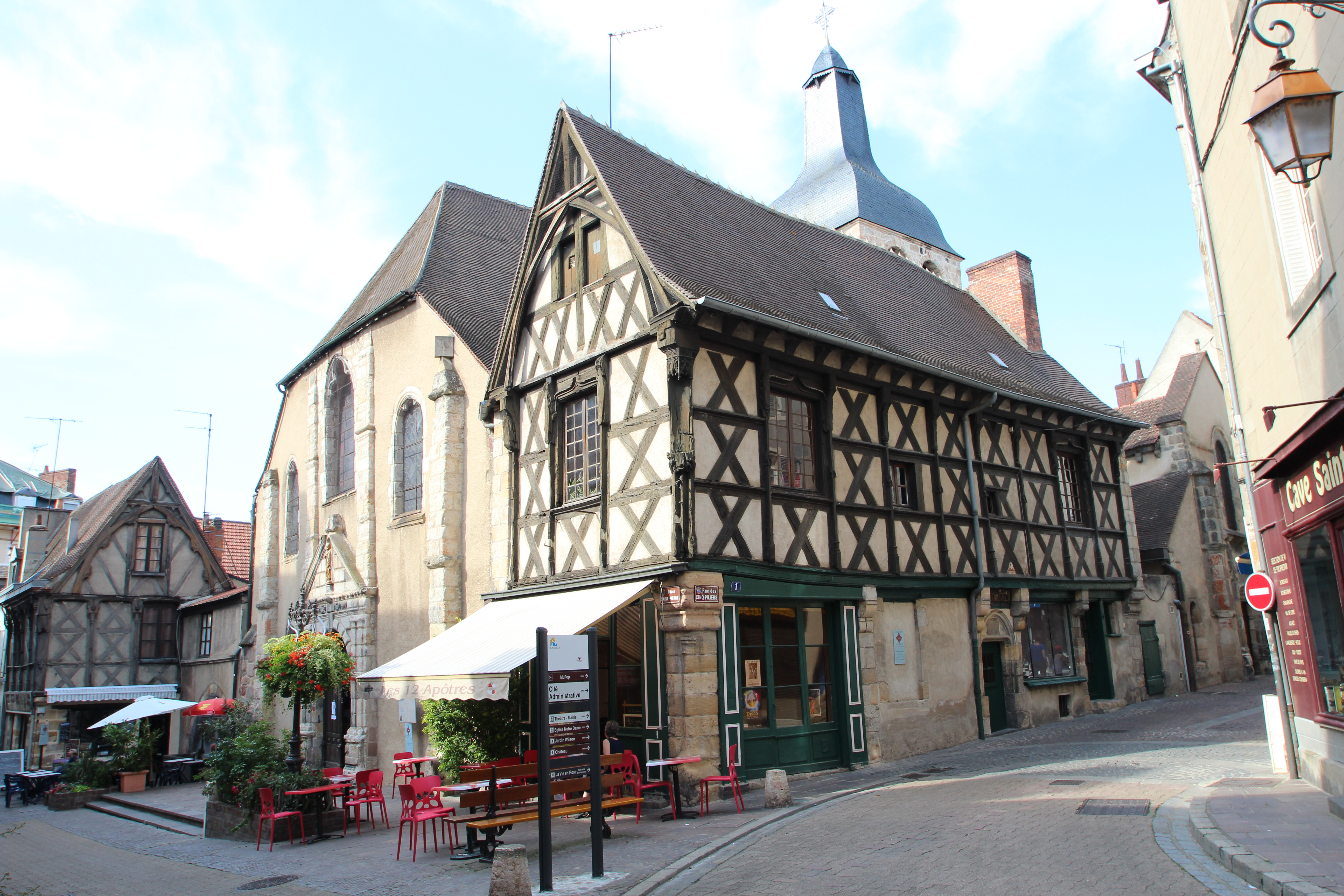
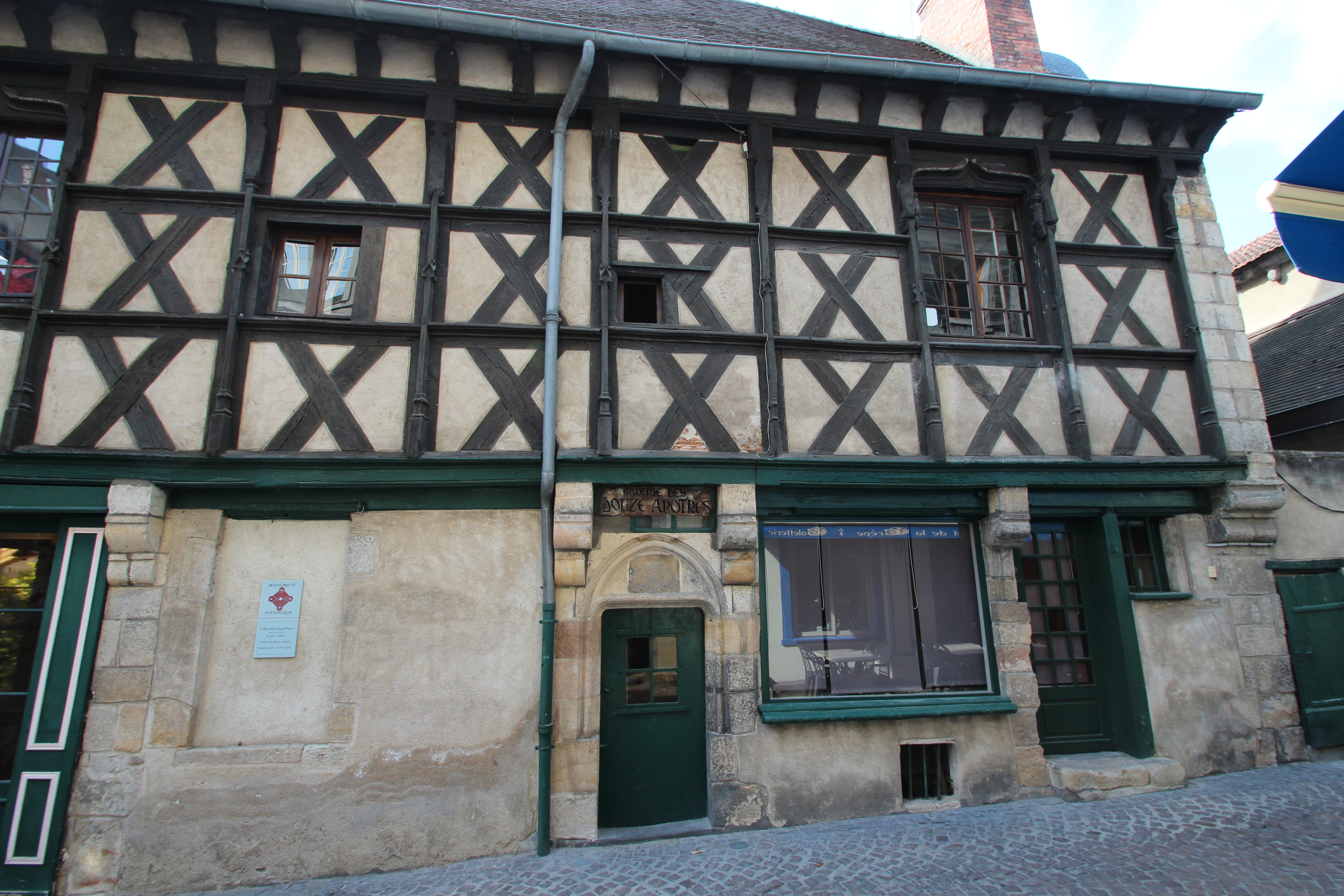
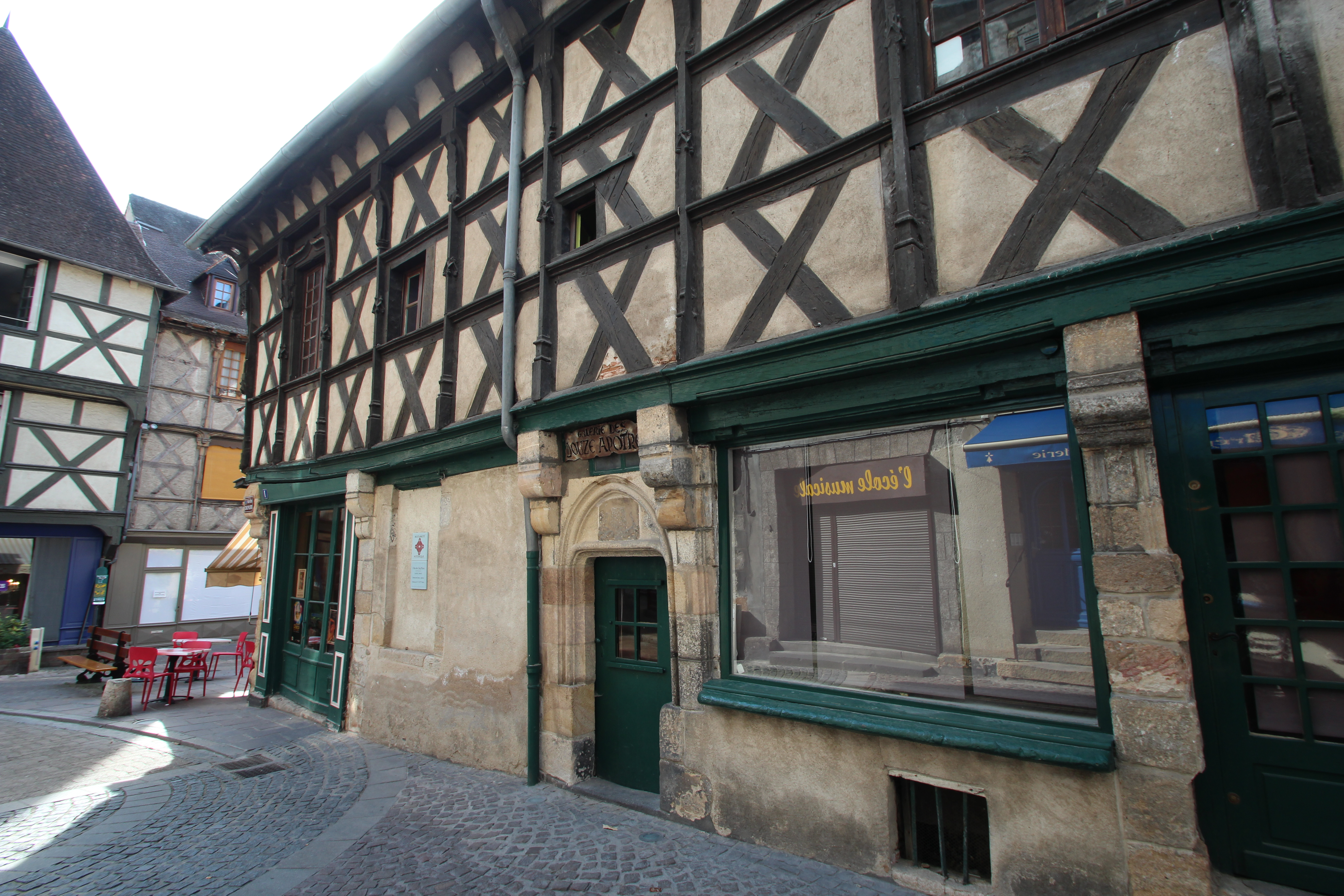
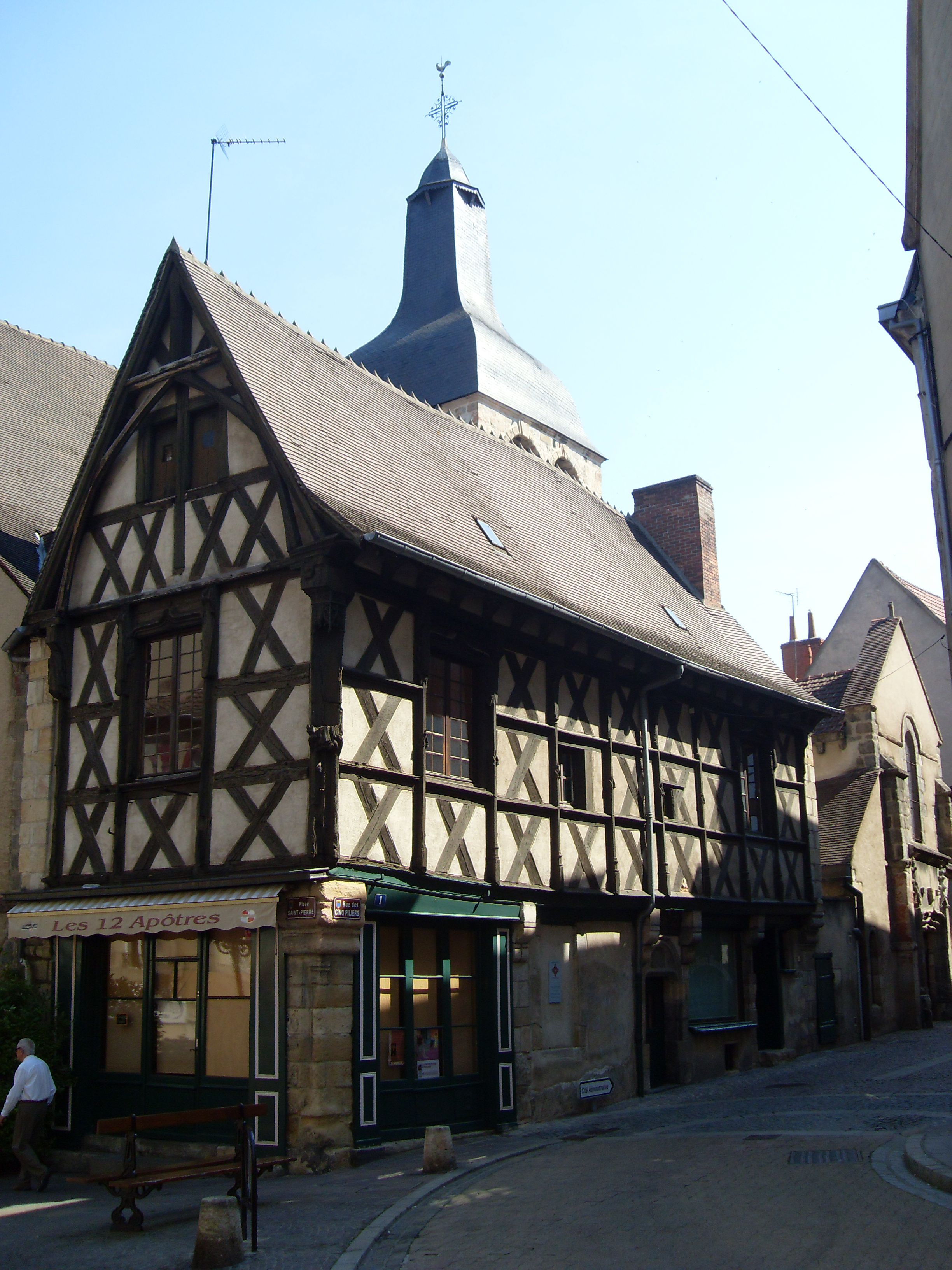
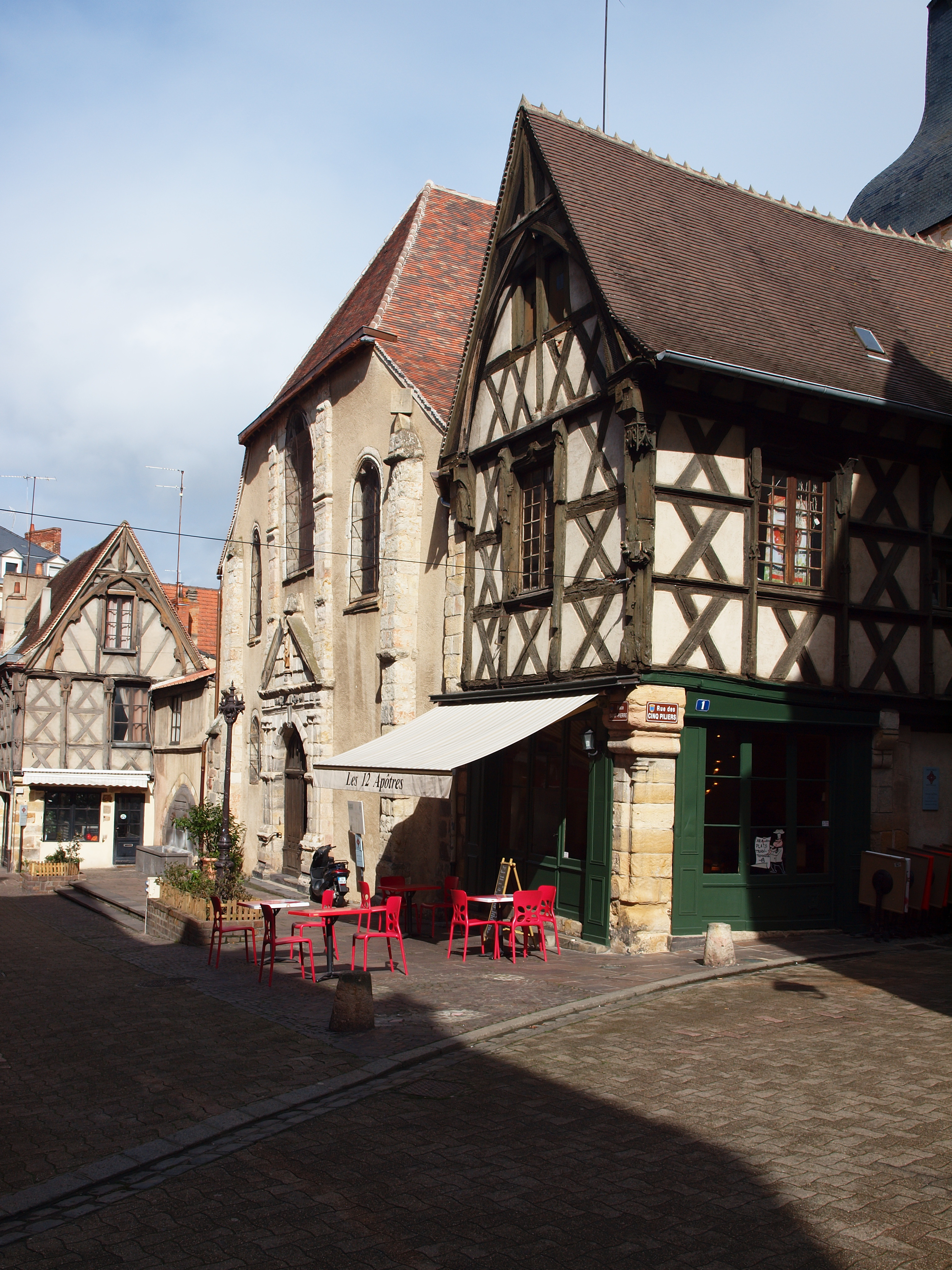
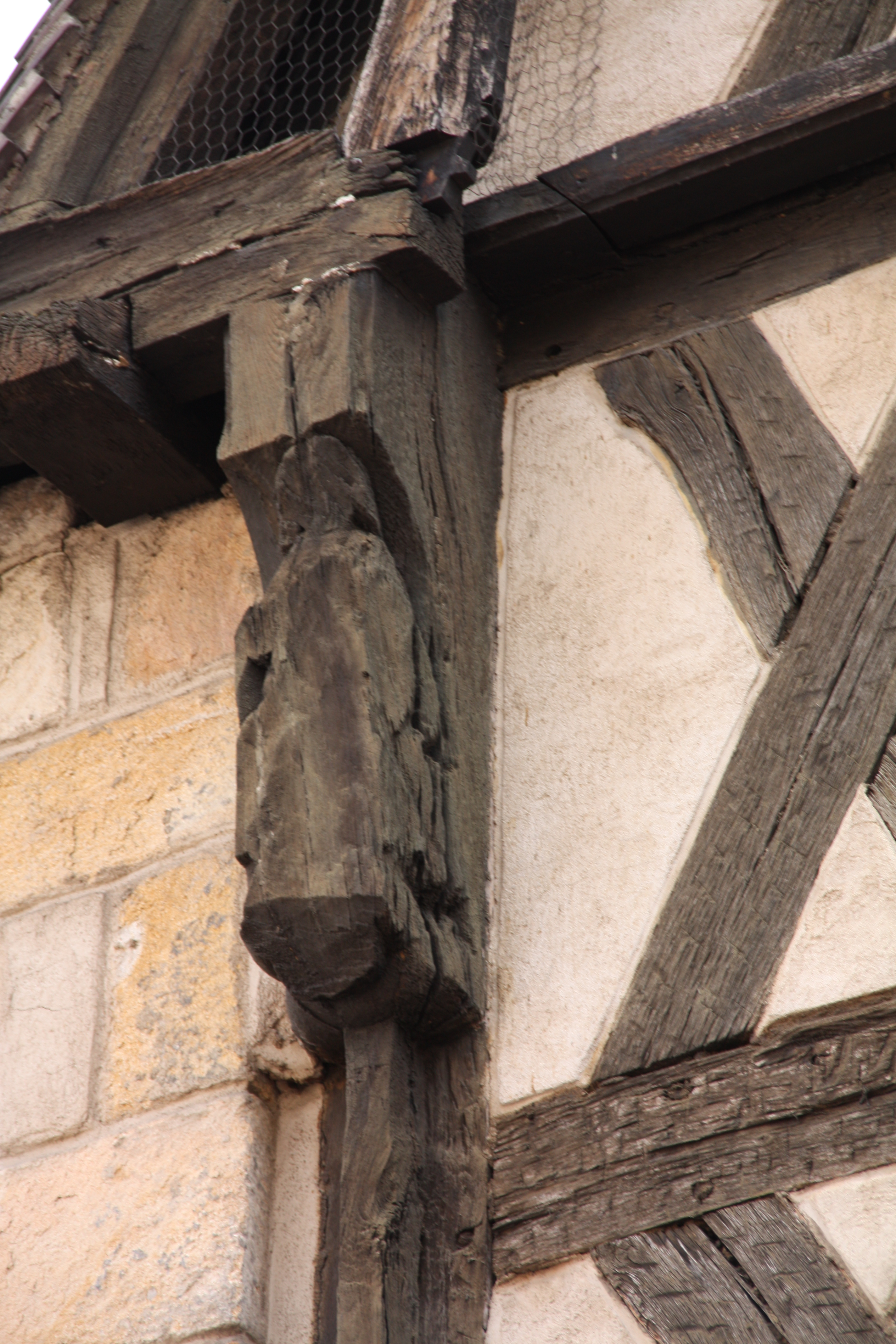